# Teorema do núcleo e da imagem
Em matemática, mais especificamente em álgebra linear, o teorema do núcleo e da imagem, em sua forma mais simples, afirma que o posto e a nulidade de uma matriz têm como soma o número de colunas da matriz. Especificamente, se A é uma matriz m-por-n (com m linhas e n colunas) sobre um corpo, então:
{\displaystyle \operatorname {rk} (A)+\operatorname {nul} (A)=n.}
Isto também se aplica a transformações lineares. Sejam V e W espaços vetoriais sobre algum corpo e seja T : V → W uma transformação linear. Então o posto de T é a dimensão da imagem de T e a nulidade de T é a dimensão do núcleo de T. Tem-se:
{\displaystyle \operatorname {dim} (\operatorname {im} (T))+\operatorname {dim} (\operatorname {ker} (T))=\operatorname {dim} (V),}
ou, equivalentemente,
{\displaystyle \operatorname {rk} (T)+\operatorname {nul} (T)=\operatorname {dim} (V).}
Pode-se refinar esta afirmação (por meio do lema de splitting ou a prova abaixo) para que seja sobre um isomorfismo de espaços, em vez de apenas sobre as respectivas dimensões.
Mais geralmente, pode-se considerar a imagem, o núcleo, a co-imagem e o co-núcleo, que estão relacionados pelo teorema fundamental da álgebra linear.

## Demonstrações
Serão apresentadas duas demonstrações. A primeira utiliza a notação das transformações lineares, mas pode ser facilmente adaptada para matrizes escrevendo T(x) = Ax, onde A é m × n. A segunda prova examina o sistema homogêneo Ax = 0 associado a uma matriz A m × n de posto r e mostra explicitamente que existe um conjunto de n − r soluções linearmente independentes que geram o espaço nulo de A. Essas provas também estão disponíveis no livro de Banerjee e Roy (2014)
Primeira demonstração: Suponha que {\displaystyle \{\mathbf {u} _{1},\ldots ,\mathbf {u} _{m}\}} forma uma base de ker T. Pode-se estender esta base para formar uma base de V: {\displaystyle \{\mathbf {u} _{1},\ldots ,\mathbf {u} _{m},\mathbf {w} _{1},\ldots ,\mathbf {w} _{n}\}.} Como a dimensão de ker T é m e a dimensão de V é m + n, é suficiente mostrar que a dimensão da image of T (im T) é n.
Para ver que {\displaystyle \{T\mathbf {w} _{1},\ldots ,T\mathbf {w} _{n}\}} é uma base de im T, seja v um vetor arbitrário em V. Existe uma única sequência de escalares tais que:
{\displaystyle \mathbf {v} =a_{1}\mathbf {u} _{1}+\cdots +a_{m}\mathbf {u} _{m}+b_{1}\mathbf {w} _{1}+\cdots +b_{n}\mathbf {w} _{n}}
{\displaystyle \Rightarrow T\mathbf {v} =a_{1}T\mathbf {u} _{1}+\cdots +a_{m}T\mathbf {u} _{m}+b_{1}T\mathbf {w} _{1}+\cdots +b_{n}T\mathbf {w} _{n}}
{\displaystyle \Rightarrow T\mathbf {v} =b_{1}T\mathbf {w} _{1}+\cdots +b_{n}T\mathbf {w} _{n}\;\;\because T\mathbf {u} _{i}=0}
Assim, {\displaystyle \{T\mathbf {w} _{1},\ldots ,T\mathbf {w} _{n}\}} gera im T.
Agora, é preciso mostrar que esta lista não tem redundâncias; isto é, que {\displaystyle \{T\mathbf {w} _{1},\ldots ,T\mathbf {w} _{n}\}} é linearmente independente. Pode-se fazer isso mostrando que uma combinação linear destes vetores é zero se, e somente se, os coeficientes de cada vetor são zero. Seja:
{\displaystyle c_{1}T\mathbf {w} _{1}+\cdots +c_{n}T\mathbf {w} _{n}=0\Leftrightarrow T(c_{1}\mathbf {w} _{1}+\cdots +c_{n}\mathbf {w} _{n})=0}
{\displaystyle \therefore c_{1}\mathbf {w} _{1}+\cdots +c_{n}\mathbf {w} _{n}\in \operatorname {ker} \;T}
Então, como ui geram ker T, existe um conjunto de escalares di tais que:
{\displaystyle c_{1}\mathbf {w} _{1}+\cdots +c_{n}\mathbf {w} _{n}=d_{1}\mathbf {u} _{1}+\cdots +d_{m}\mathbf {u} _{m}}
Mas, como {\displaystyle \{\mathbf {u} _{1},\ldots ,\mathbf {u} _{m},\mathbf {w} _{1},\ldots ,\mathbf {w} _{n}\}} é uma base de V, todos os ci, di devem ser zero. Portanto, {\displaystyle \{T\mathbf {w} _{1},\ldots ,T\mathbf {w} _{n}\}} é linearmente independente e de fato uma base de im T. Isto prova que a dimensão de im T é n, como desejado.
Em termos mais abstratos, a aplicação T : V → im T cinde.
Segunda demonstração: Seja A uma matriz m × n com r colunas linearmente independentes (isto é o posto de A é r). Será mostrado que: (i) existe um conjunto de n − r soluções linearmente independentes para o sistema homogêneo Ax = 0, e (ii) que toda outra solução é uma combinação linear destas n − r soluções. Em outras palavras, será produzida uma matriz X de ordem n × (n − r) cujas colunas formam uma base do espaço nulo de A.
Sem perda de generalidade, assuma que as primeiras r colunas de A são linearmente independentes. Então, pode-se escrever A = [A1:A2], em que A1 é m × r com r vetores colunas linearmente independentes e A2 é m × (n − r), sendo cada uma de suas n − r colunas combinações lineares das colunas de A1. Isto significa que A2 = A1 B para alguma matriz B (ver fatoração de posto) e, assim, A = [A1:A1B]. Seja {\displaystyle \displaystyle \mathbf {X} ={\begin{pmatrix}-\mathbf {B} \\\mathbf {I} _{n-r}\end{pmatrix}},} em que {\displaystyle \mathbf {I} _{n-r}} é a matriz matriz identidade (n − r) × (n − r). Note que X é uma matriz n × (n − r) que satisfaz
{\displaystyle \mathbf {A} \mathbf {X} =[\mathbf {A} _{1}:\mathbf {A} _{1}\mathbf {B} ]{\begin{pmatrix}-\mathbf {B} \\\mathbf {I} _{n-r}\end{pmatrix}}=-\mathbf {A} _{1}\mathbf {B} +\mathbf {A} _{1}\mathbf {B} =\mathbf {O} \;.}
Portanto, cada uma das n − r colunas de X são soluções particulares de Ax = 0. Além disso, as n − r colunas de X são linearmente independentes, pois Xu = 0 implica u = 0:
{\displaystyle \mathbf {X} \mathbf {u} =\mathbf {0} \Rightarrow {\begin{pmatrix}-\mathbf {B} \\\mathbf {I} _{n-r}\end{pmatrix}}\mathbf {u} =\mathbf {0} \Rightarrow {\begin{pmatrix}-\mathbf {B} \mathbf {u} \\\mathbf {u} \end{pmatrix}}={\begin{pmatrix}\mathbf {0} \\\mathbf {0} \end{pmatrix}}\Rightarrow \mathbf {u} =\mathbf {0} \;.}
Portanto, os vetores coluna de X constituem um conjunto de n − r soluções linearmente independentes de Ax = 0.
A seguir será provado que qualquer solução de Ax = 0 tem de ser uma combinação linear das colunas de X. Para isso, seja {\displaystyle \displaystyle \mathbf {u} ={\begin{pmatrix}\mathbf {u} _{1}\\\mathbf {u} _{2}\end{pmatrix}}}
qualquer vetor tal que Au = 0. Note que como as colunas de A1 são linearmente independentes, A1x = 0 implica x = 0. Portanto,
{\displaystyle \mathbf {A} \mathbf {u} =\mathbf {0} \Rightarrow [\mathbf {A} _{1}:\mathbf {A} _{1}\mathbf {B} ]{\begin{pmatrix}\mathbf {u} _{1}\\\mathbf {u} _{2}\end{pmatrix}}=\mathbf {0} \Rightarrow \mathbf {A} _{1}(\mathbf {u} _{1}+\mathbf {B} \mathbf {u} _{2})=\mathbf {0} \Rightarrow \mathbf {u} _{1}+\mathbf {B} \mathbf {u} _{2}=\mathbf {0} \Rightarrow \mathbf {u} _{1}=-\mathbf {B} \mathbf {u} _{2}}
{\displaystyle \Rightarrow \mathbf {u} ={\begin{pmatrix}\mathbf {u} _{1}\\\mathbf {u} _{2}\end{pmatrix}}={\begin{pmatrix}-\mathbf {B} \\\mathbf {I} _{n-r}\end{pmatrix}}\mathbf {u} _{2}=\mathbf {X} \mathbf {u} _{2}.}
Isso prova que qualquer vetor u que é uma solução de Ax = 0 tem de ser uma combinação linear das n − r soluções especiais dadas pelas colunas de X. E já foi mostrado que as colunas de X são linearmente independentes. Assim, as colunas de X constituem uma base para o espaço nulo de A. Por conseguinte, a nulidade de A é n − r. Como r é igual ao posto de A, segue-se que rk(A) + nul(A) = n. QED.

## Reformulações e generalizações
Este teorema é uma instância do primeiro teorema de isomorfismo da álgebra para o caso de espaços vetoriais; ele se generaliza para o splitting lemma.
Em uma linguagem mais moderna, o teorema também pode ser expresso como segue:
0 → U → V → R → 0
é uma sequência exata curta de espaços vetoriais, então
dim(U) + dim(R) = dim(V).
Aqui R desempenha o papel de im T e U é o ker T, isto é
{\displaystyle 0\rightarrow \ker T~{\overset {Id}{\rightarrow }}~V~{\overset {T}{\rightarrow }}~\operatorname {im} T\rightarrow 0}
No caso de dimensão finita, esta formulação é suscetível a uma generalização: se
0 → V1 → V2 → ... → Vr → 0
é uma sequência exata de espaços vetoriais de dimensão finita, então
{\displaystyle \sum _{i=1}^{r}(-1)^{i}\dim(V_{i})=0.}
O teorema do núcleo e da imagem para espaços vetoriais de dimensão finita também podem ser formulado em termos do índice de uma transformação linear. O índice de uma transformação linear T : V → W, em que V e W têm dimensão finita, é definido por
índice T = dim(ker T) − dim(coker T).
Intuitivamente, dim(ker T) é o número de soluções independentes x da equação Tx = 0 e dim(coker T) é o número de restrições independentes que devem ser impostas sobre y que Tx = y tenha solução. O teorema do núcleo e da imagem para espaços vetoriais de dimensão finita é equivalente à afirmação de que
índice T = dim(V) − dim(W).
Pode-se obter o índice da transformação linear T a partir dos espaços envolvidos, sem a necessidade de se analisar T em detalhe. Este efeito também ocorre em um resultado muito mais profundo: o teorema do índice de Atiyah–Singer afirma que o índice de certos operadores diferenciais pode ser obtido da geometria dos espaços envolvidos.